# Philipp Gotthard von Schaffgotsch

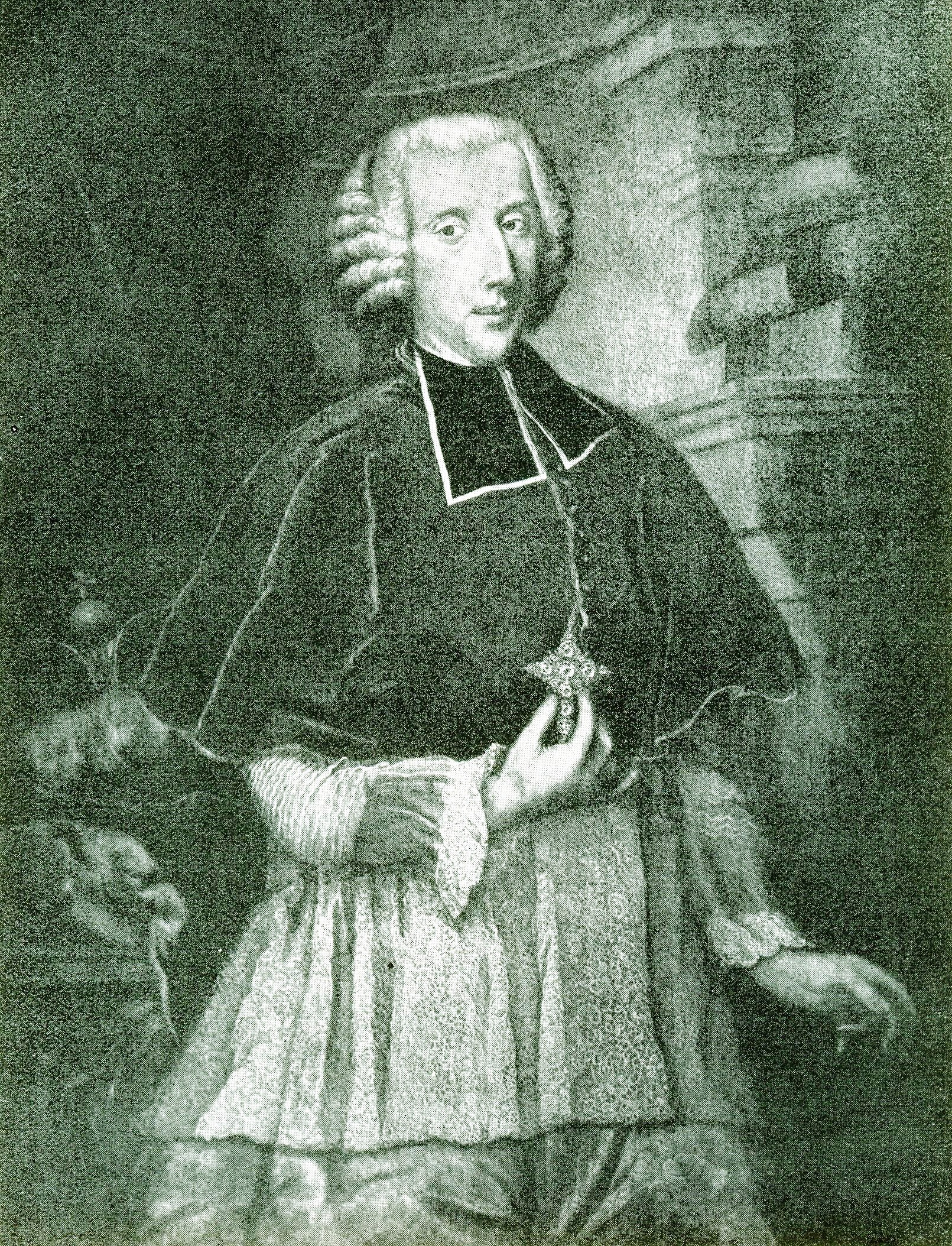
Philipp Gotthard Graf von Schaffgotsch

Philipp Gotthard Graf (und ab 1744) Fürst von Schaffgotsch (* 3. Juli 1716 in Warmbrunn, Fürstentum Schweidnitz; † 5. Januar 1795 auf Schloss Johannesberg bei Jauernig) war ab 1748 Fürstbischof von Breslau, Reichsgraf und ein bedeutender Förderer der Musik.

## Leben
Schaffgotsch entstammte der gleichnamigen schlesisch-böhmischen Adelsfamilie Schaffgotsch, die im Riesen- und im Isergebirge ansässig war. Sein Vater war der in zweiter Ehe verheiratete –  20. Juli 1710 – Johann Anton Gotthard von Schaffgotsch (1675–1742). Seine Mutter eine geborene Anna Theresia Kolowrat-Nowohradsky (1690–1759).
Er studierte bei den Jesuiten am Collegium Romanum in Rom und wurde 1738 in Wien zum Priester geweiht. 1740 wurde er Domherr in Olmütz und in Halberstadt und Kustos an der Breslauer Kathedrale sowie Propst an der dortigen Kreuzkirche.
Schaffgotsch war Freimaurer und vom Gedankengut der Aufklärung sehr angetan. Wohl deshalb begrüßte er als einziger Breslauer Domkapitular die Eroberung Schlesiens durch den mit ihm zeitweise eng befreundeten preußischen König Friedrich II.
Die Entstehung der Freimaurerei in Österreich geht auf Schaffgotsch zurück. Auf seinen Wunsch hin wurde 1742 in Wien die erste Loge Aux Trois Canons („Zu den drei Regelwerken“) gegründet, obwohl Papst Klemens XII. die Freimaurerei bereits 1738 in der Bulle In eminenti verdammt hatte. Es war die erste Freimaurerloge in Österreich, sie hatte jedoch nur kurzen Bestand, denn im Jahr 1743 ließ Maria Theresia sie auflösen.
1743 wurde Schaffgotsch zum Abt des Breslauer Sandstiftes berufen. Nach dem Übergang Schlesiens an Preußen 1742 erhob ihn König Friedrich II. 1744 in den Fürstenstand und ernannte ihn – gegen den Widerstand des Breslauer Domkapitels – zum Koadjutor des Bischofs Philipp Ludwig von Sinzendorf und nach dessen Tod 1747 zum Fürstbischof. Trotz schwerer Bedenken der Römischen Kurie wegen seiner Mitgliedschaft bei den Freimaurern erhielt Schaffgotsch von Papst Benedikt XIV. am 5. März 1748 die Wahlbestätigung und wurde am 1. Mai des Jahres konsekriert. Am 13. Januar 1750 erhielt er von Friedrich II. das Fürstentum Neisse als Lehen. 1756 ernannte er seinen Bruder Ceslaus Gotthard von Schaffgotsch zum Generalvikar.
Nachdem Schaffgotsch zu Beginn des Siebenjährigen Krieges Breslau nach der Wiedereinnahme durch die Preußen im Jahre 1757 auf Weisung der Landesherrin Maria Theresia verließ und seinen Sitz nach Jauernig im habsburgischen Teil seines Bistums verlegte, fiel er beim König in Ungnade. Friedrich wertete den Weggang als Flucht und Landesverrat und stellte den preußischen Teil des Bistums Breslau unter Zwangsverwaltung, die auch nach Beendigung des Krieges beibehalten wurde.
Nach Kriegsende 1763 durfte Schaffgotsch in den preußischen Teil seiner Diözese zurückkehren, musste allerdings in Oppeln residieren. Die Wiedereinsetzung wurde ihm von Friedrich II. verweigert, stattdessen musste er den Weihbischof Johann Moritz von Strachwitz und ab 1781 den Weihbischof Anton Ferdinand von Rothkirch und Panthen zur Leitung des Bistums bevollmächtigen.
1766 floh Schaffgotsch aus Oppeln wieder auf sein Schloss Johannesberg, das bis zu seinem Tode seine Residenz bleiben sollte. Von dort aus leitete er den österreichisch-schlesischen Teil seines Bistums. Nach Breslau kehrte er nicht mehr zurück, und auch auf das Geschehen im preußischen Teil seines Bistums hatte er keinerlei Einfluss.
Während seiner Herrschaft wurde Schloss Johannesberg eine Begegnungsstätte für Künstler aus dem ganzen Kaiserreich. Das Schlossorchester unter der Leitung von Carl Ditters von Dittersdorf genoss einen erstklassigen Ruf, verlor jedoch nach Ditters’ Weggang an Bedeutung und wurde nach dem Tode des Bischofs aufgelöst.
Philipp Gotthard Fürst Schaffgotsch starb auf Schloss Johannesberg. Sein Leichnam durfte in der Familiengrabstätte in Warmbrunn, das zum preußischen Teil seines früheren Bistums gehörte, beigesetzt werden.

Bischofswappen
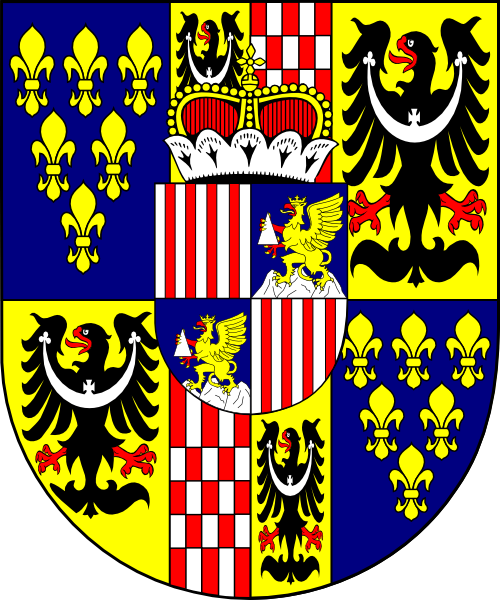
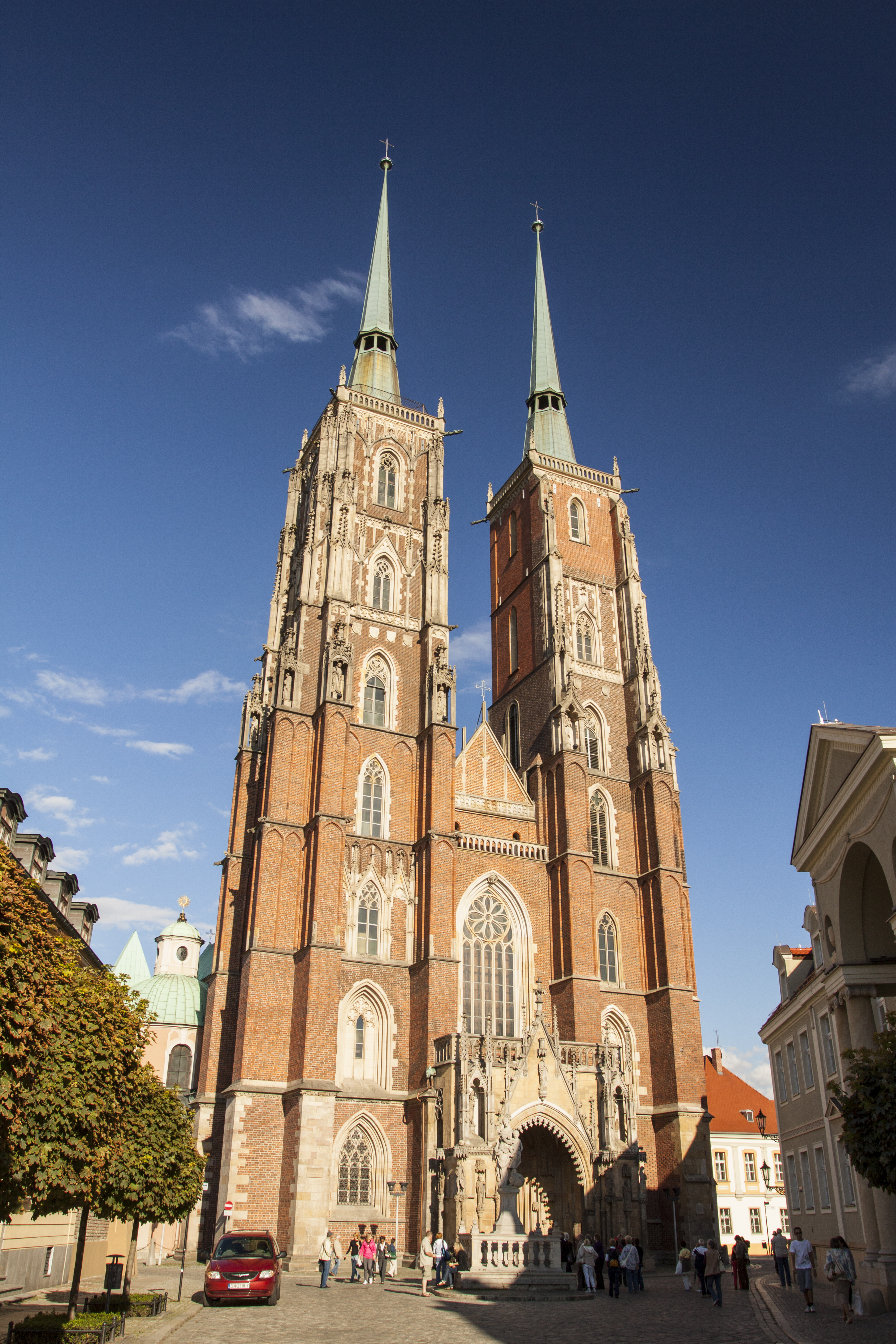
Breslauer Dom
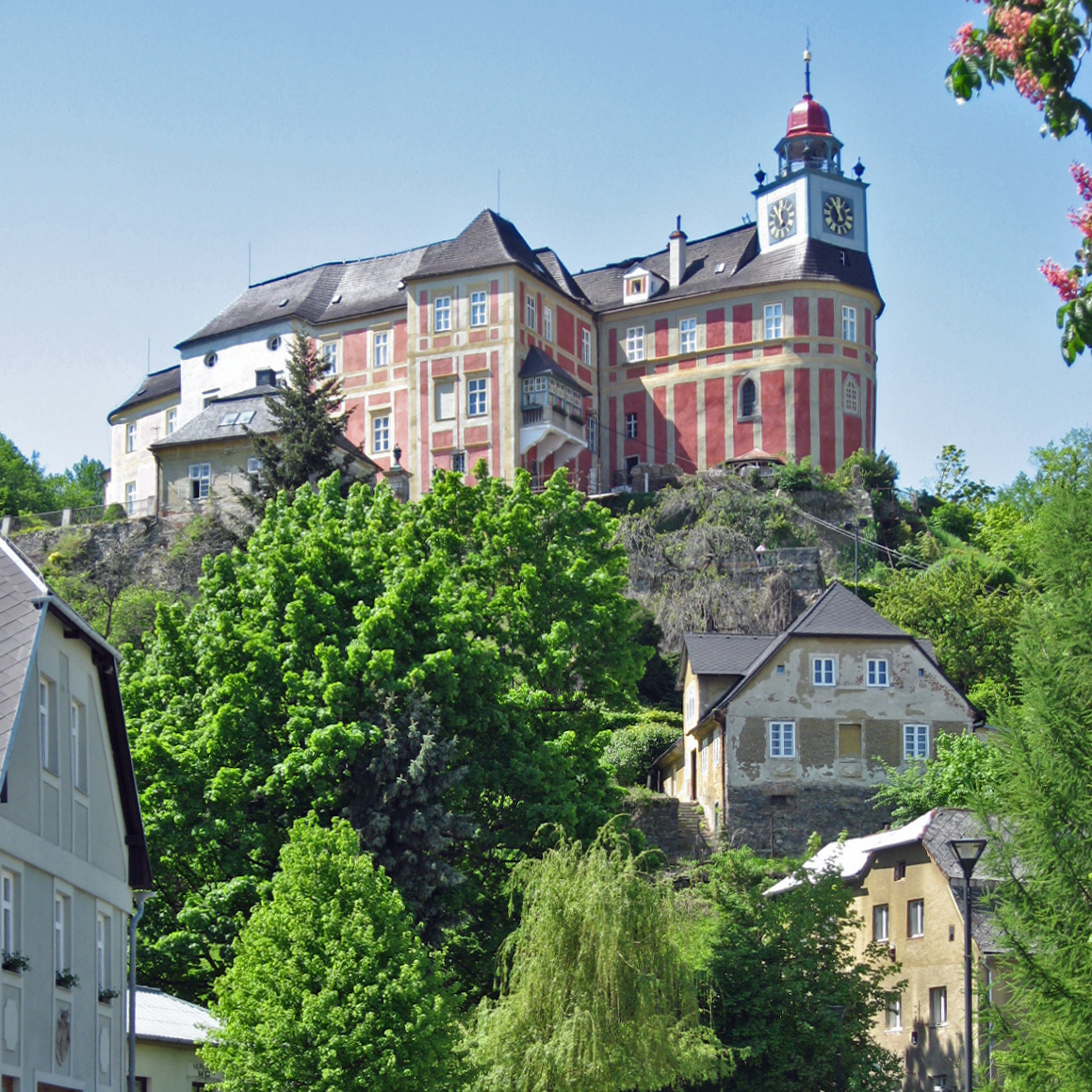
Schloss Johannesberg in Jauernig